# 샌프란시스코 이그재미너

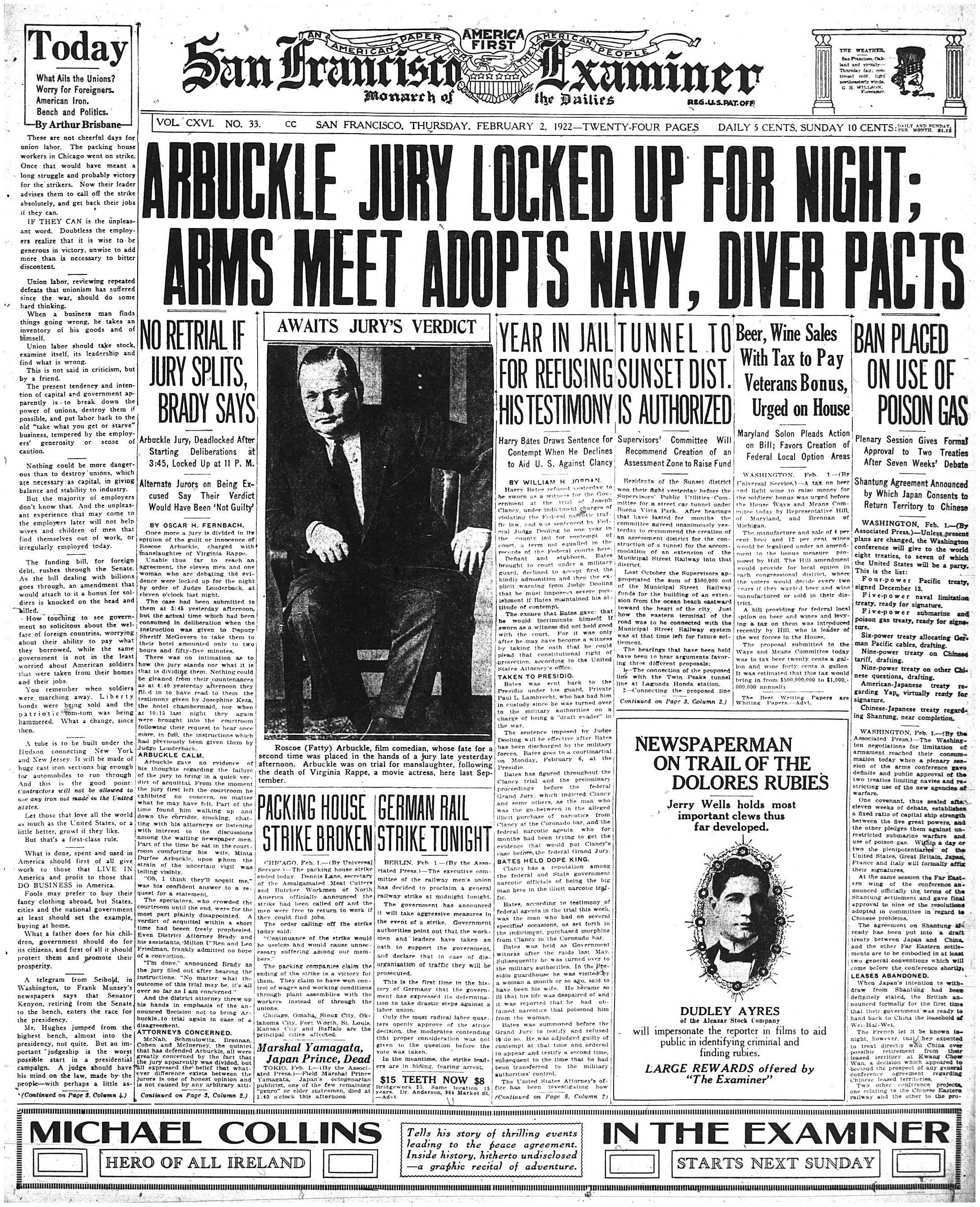

샌프란시스코 이그재미너(San Francisco Examiner)는 미국 캘리포니아주 샌프란시스코와 그 주변에서 배포되는 신문으로, 1863년부터 발행되었다.
한때 소유주였던 윌리엄 랜돌프 허스트에 의해 "데일리의 군주"이자 허스트 코퍼레이션(Hearst Corporation) 체인의 주력 제품으로 자칭된 이그재미너는 21세기 초에 무료 배포로 전환했으며 2020년 말 SF 위클리와 더불어 이 신문을 인수한 클린트 레일리 커뮤니케이션스(Clint Reilly Communications)의 소유이다.

## 같이 보기
- 샌프란시스코 크로니클